# Luís dos Reis
Luís dos Reis (nacido el 1 de febrero de 1962) es un exfutbolista brasileño y entrenador.
Dirigió en equipos como el Ventforet Kofu, Marília, Rio Claro y Velo Clube.

## Clubes
| Club           | País   | Año         |
| -------------- | ------ | ----------- |
| Ventforet Kofu | Japón  | 2001        |
| Camboriú       | Brasil | 2004        |
| Marília        | Brasil | 2013 - 2015 |
| Matonense      | Brasil | 2015        |
| Rio Claro      | Brasil | 2016        |
| Velo Clube     | Brasil | 2016        |
| Primavera      | Brasil | 2017        |
| Rondoniense    | Brasil | 2018 -      |